# Química clínica
Química clínica (também conhecida como bioquímica clínica ou química fisiológica e patológica) é ciência de interface entre a química e a patologia. Suas investigações e conclusões podem ser utilizadas na medicina hospitalar e clínica como suporte para medico confirmar ou descartar determinado diagnostico.

## História
Originou-se no final do século XIX. Através do uso de técnicas químicas para análise de sangue e urina e evoluiu até incorporar técnicas modernas como PCR, imunoensaios e eletroforese e análises de aspirados do suco gástrico e líquido cefalorraquidiano.
As investigações bioquímicas hoje estão presentes em todos os ramos da medicina clínica. Os resultados bioquímicos e químicos podem ser usados na monitorização, prognóstico, diagnóstico, tratamento e mesmo investigação de doenças.

## Exames
Na química clínica é fundamental o entendimento e análise dos resultados e procedimentos das dosagens obtidas.
A sequência de ações dentro de um laboratório onde são realizados exames laboratoriais inicia-se com a coleta do material a ser analisado e termina com a emissão de um laudo diagnóstico.
Na fase pré-analítica, o paciente é orientado,o material a ser analisado é coletado, a manipulado e conservado para posterior analise. É nesta fase onde ocorrem a maioria dos erros. A fase analítica, com os avanços tecnológicos, é realizada através de aparelhos automatizados.Isso garante um maior percentual de acertos,respostas mais rápidas, tempo do profissional otimizado, e análises em maior escala, possibilitando uma intervenção mais ágil, aumentando assim a possibilidade de salvar mais vidas humanas. Nos laudos, os principais erros são unidades erradas, erro de digitação, não informação de interferentes no exame, etc.
Dentro deste contexto, existem diversos fatores que podem interagir com o resultado do exame, resultando em um falso-negativo ou falso-positivo: medicamentos utilizados pelo paciente, sua resposta metabólica, jejum, transporte do material, centrifugação, metrologia, reagentes, calibração e manutenção dos equipamentos, entre outros.
Entre os exames solicitados com maior frequência temos: bioquímica do sangue (dosagem de glicose, ureia, creatinina, colesterol total e fracções, triglicerídeos, ácido úrico, etc), imunologia (teste imunológico de gravidez, teste luético, antiestreptolisina o, proteína c reativa, etc), eletrólitos. Estas analises avaliam principalmente a função renal, hepática, urinálise, dislipidemias, porfirias, distúrbios do ferro, proteínas plasmáticas, disproteinemias, diabetes, entre outros patologias.

## Mercado de trabalho
No Brasil, estão aptos a atuarem em química clínica e serem responsáveis técnicos: bioquímico,  químico, biomédico, biólogo, farmacêutico e médico desde que devidamente habilitados por seus respectivos conselhos profissionais relacionados a seguir. A Lei Federal nº 6.684/79 define a área de atuação de biólogos e biomédicos. A Lei Federal nº 7.017/82 dispõe sobre o desmembramento dos Conselhos Federal e Regionais de Biologia e Biomedicina - que até então eram um só conselho para as duas categorias de profissionais. O decreto 85877 define os profissionais da química (bioquímicos e químicos) nas análises químicas, toxicológicas e químico-biológicas reclamadas pela clínica médica e estabele a possibilidade de atuação em órgãos ou laboratórios de análises clínicas ou de saúde pública ou de seus departamentos especializados.

## Análises de rotina, emergência ou especializada

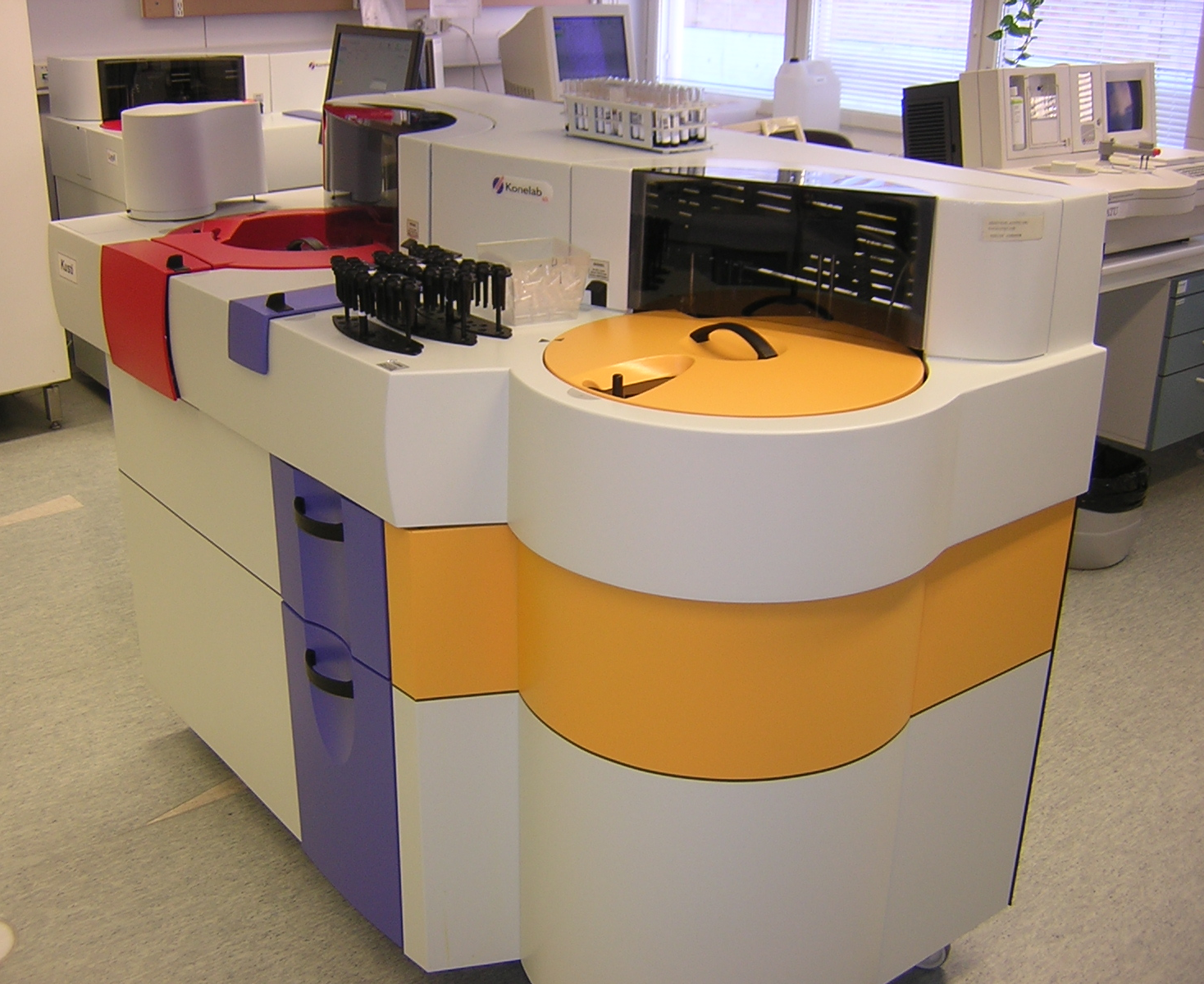
Um laboratório de química clínica automatizado.

Os laboratórios de química bioquímica clínica permitem efetuar testes urgentes, que são processados rapidamente pois o seu resultado é crítico para o atendimento de pacientes em estado grave e que necessitem com urgência de diagnostico e tratamento. Exemplo disso são a ureia e os eletrólitos, os gases sanguíneos, a glicose, o cálcio, entre outros.
Dentro da bioquímica clínica há várias análises ditas de rotina, que são processados após certo tempo, como análises de glicose e colesterol. Existem também laboratórios especializados em analises mais complexas e/ou sofisticadas, tais como a investigação de certos hormônios, de proteínas específicas, de drogas e de DNA. Normalmente as análises são efetuadas em laboratórios de referência.
Certos testes podem ser elaborados fora do laboratório. Isto se aplica no caso da glicose, em que a sua concentração tem de ser vigiada no doente diabético. Embora não isentos de riscos, os seus resultados são na sua maioria rápidos e fiáveis.